# 삿초
삿초(薩長)는 사쓰마번과 조슈번의 준말이다.

## 같이 보기
- 존왕양이
- 공무합체
- 삿초 동맹
- 삿초도히
- 번벌